# Cilurnum

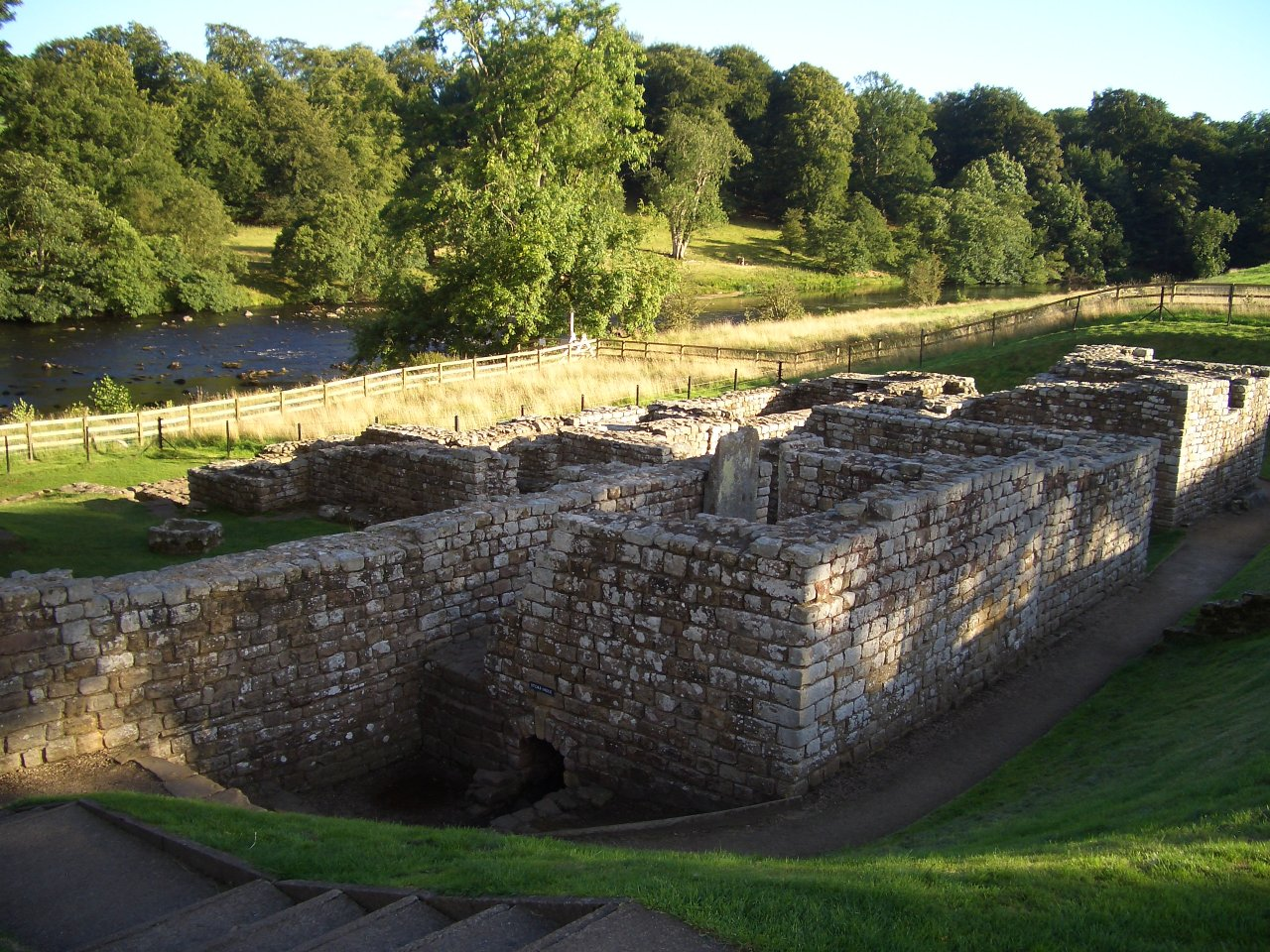
Restes de la casa de banys del fort de Cilurnum

Cilurnum o Cilurvum va ser una de les fortificacions erigides en el Mur d'Adrià. És mencionada en la Notitia Dignitatum i en l'actualitat s'ha identificat amb un campament fortificat situat en la localitat de Chesters, (Northumberland), també conegut com a Walwick Chesters per diferenciar-lo d'altres llocs de la rodalia que tenen noms semblants.
Es va construir l'any 123, tot just acabat el mur i és considerada com la fortificació millor conservada de la cavalleria romana al llarg del Mur d'Adrià. Es va dedicar a la deessa Disciplina i inicialment la va tenir al seu càrrec una cohort de Vangíons. A més d'aquesta guarnició, pel campament hi van passar l'Ala Augusta ob Virtutem Apellata, una Vexillatio de la Legió VI Victrix Pia Fidelis, la Cohort I de Dàlmates i finalment la II Alae Asturum.

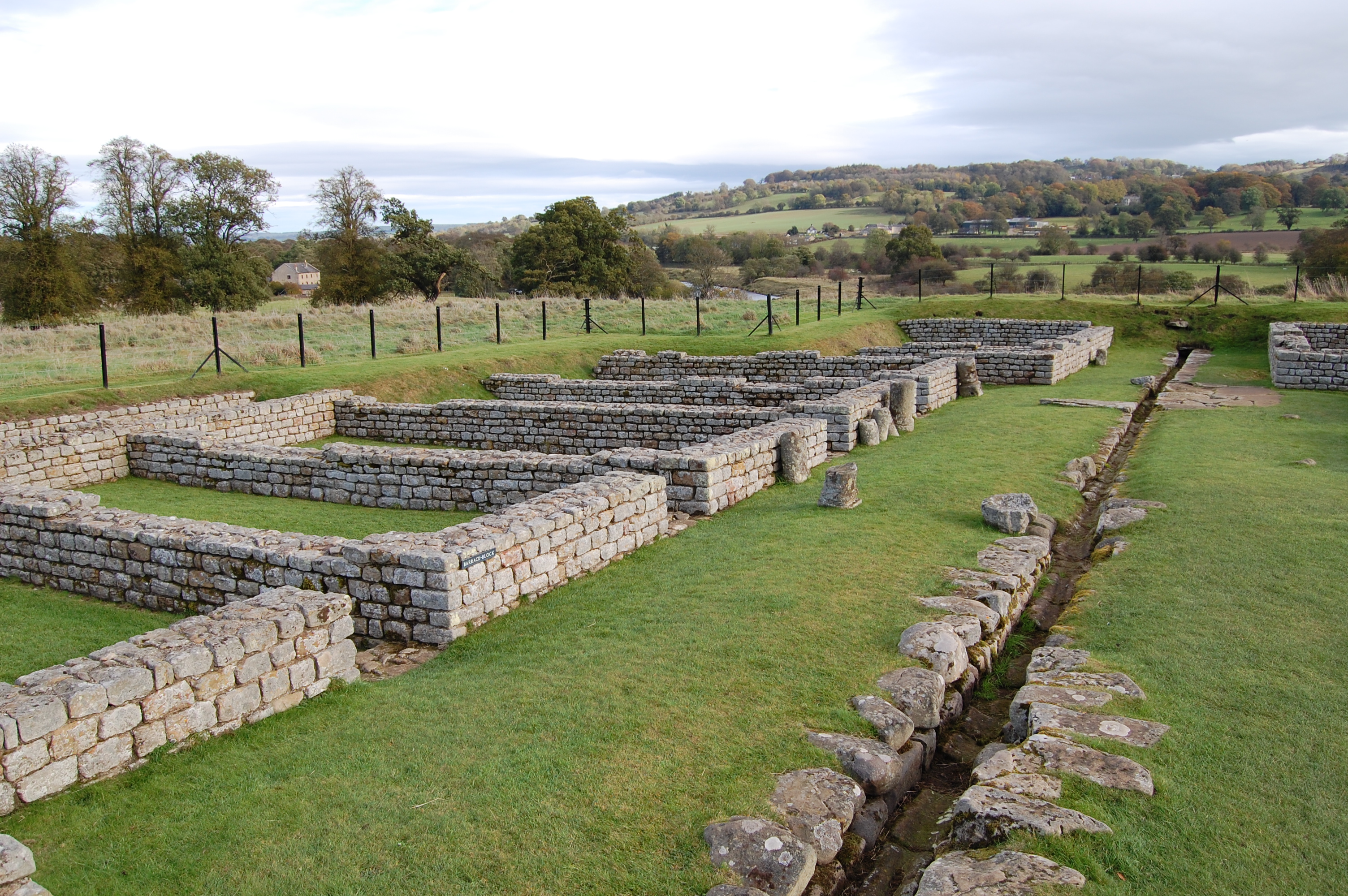
Barraques del fort Cilurnum

El nom de Cilurnum pot tenir el seu origen en aquesta darrera guarnició de 500 genets àsturs que provenien de Oppidum Noega, avui en dia identificat amb el jaciment de Campa Torres a Xixón, (Principat d'Astúries), on els seus pobladors es feien dir cilúrnics o calderers.